# Абдулай Конко
Абдула́й Конко́ Фа́й (фр. Abdoulay Konko Faye, нар. 9 березня 1984, Марсель) — французький футболіст, захисник, півзахисник. Володар кубків Іспанії та Італії. По завершенні кар'єри — футбольний тренер.

## Ігрова кар'єра
Народився 9 березня 1984 року в місті Марсель. Вихованець юнацьких команд футбольних клубів «Мартіг», «Дженоа» та «Ювентус».
У дорослому футболі дебютував 2003 року виступами за команду клубу «Ювентус», в якій провів один сезон, не зігравши при цьому жодного матчу. У 2004 був відданий у оренду у нижчоліговий «Кротоне», де провів два сезони своєї ігрової кар'єри.

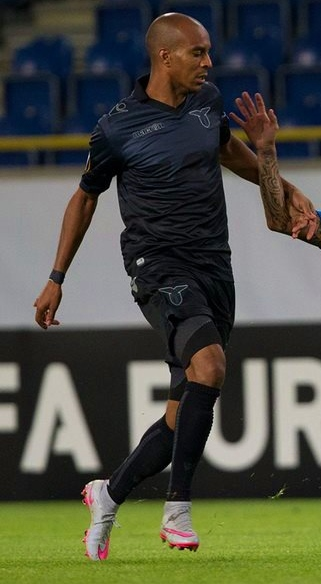
Абдулай Конко під час виступів за «Лаціо». 2015 рік.

Згодом з 2006 по 2008 рік грав у складі команд клубів «Сієна» та «Дженоа».
Своєю грою за останню команду привернув увагу представників тренерського штабу клубу «Севілья», до складу якого приєднався 2008 року. Відіграв за клуб з Севільї наступні три сезони своєї ігрової кар'єри. За цей час виборов титул володаря Кубка Іспанії з футболу.
У першій половині 2011 році знову захищав кольори команди клубу «Дженоа», а влітку того ж року за 4 млн євро приєднався до «Лаціо», замінивши у столичній команді Штефана Ліхтштайнера, що перейшов до «Ювентуса». Конко підписав з клубом п'ятирічний контракт. За п'ять сезонів француз встиг відіграти за «біло-блакитних» 126 матчів в усіх турнірах і забив 1 гол і 2013 року виграв з командою Кубок Італії, обігравши у фіналі в столичному дербі «Рому» з рахунком 1:0.
19 серпня 2016 року Конко у статусі вільного агента перейшов у «Аталанту», де провів наступний сезон, після чого вирішив завершити ігрову кар'єру у віці 33 років.

## Тренерська кар'єра
З січня 2021 року працював головним тренером юнацької команди «Дженоа» до 17 років, з якою став фіналістом юнацького чемпіонату Італії.
15 січня 2022 року став виконуючим обов'язки головного тренера головної команди після відставки Андрія Шевченка з посади. Під його керівництвом команда провела лише одну гру в Серії А, програвши 0:6 «Фіорентині», після чого замість Конко був призначений новий головний тренер Александер Блессін.

## Статистика виступів

### Статистика клубних виступів
| Сезон             | Команда           | Чемпіонат         | Чемпіонат | Чемпіонат | Національний кубок | Національний кубок | Національний кубок | Єврокубки | Єврокубки | Єврокубки | Інші змагання | Інші змагання | Інші змагання | Усього | Усього |
| Сезон             | Команда           | Ліга              | Ігор      | Голів     | Ліга               | Ігор               | Голів              | Ліга      | Ігор      | Голів     | Ліга          | Ігор          | Голів         | Ігор   | Голів  |
| ----------------- | ----------------- | ----------------- | --------- | --------- | ------------------ | ------------------ | ------------------ | --------- | --------- | --------- | ------------- | ------------- | ------------- | ------ | ------ |
| 2003–04           | «Ювентус»         | A                 | 0         | 0         | КІ                 | 0                  | 0                  | ЛЧ        | 0         | 0         | СІ            | 0             | 0             | 0      | 0      |
| 2004–05           | «Кротоне»         | B                 | 33        | 3         | КІ                 | 3                  | 0                  |           | -         | -         |               | -             | -             | 36     | 3      |
| 2005–06           | «Кротоне»         | B                 | 41        | 4         | КІ                 | 0                  | 0                  |           | -         | -         |               | -             | -             | 41     | 4      |
| Усього за Кротоне | Усього за Кротоне | Усього за Кротоне | 74        | 7         |                    | 3                  | 0                  |           |           |           |               |               |               | 77     | 7      |
| 2006–07           | «Сієна»           | A                 | 14        | 1         | КІ                 | 1                  | 0                  |           | -         | -         |               | -             | -             | 15     | 1      |
| 2007–08           | «Дженоа»          | A                 | 37        | 2         | КІ                 | 2                  | 0                  |           | -         | -         |               | -             | -             | 39     | 2      |
| 2008–09           | «Севілья»         | ПД                | 15        | 0         | КІ                 | 0                  | 0                  | КУЄФА     | 5         | 0         |               | -             | -             | 20     | 0      |
| 2009–10           | «Севілья»         | ПД                | 18        | 1         | КІ                 | 5                  | 0                  | ЛЧ        | 4         | 1         |               | -             | -             | 27     | 2      |
| 2010–11           | «Севілья»         | ПД                | 11        | 2         | КІ                 | 3                  | 0                  | ЛЧ+ЛЄ     | 1+4       | 0+0       |               | -             | -             | 19     | 2      |
| Усього за Севілью | Усього за Севілью | Усього за Севілью | 44        | 3         |                    | 8                  | 0                  |           | 14        | 1         |               |               |               | 66     | 4      |
| 2011              | «Дженоа»          | A                 | 13        | 0         | КІ                 | 0                  | 0                  |           | -         | -         |               | -             | -             | 13     | 0      |
| Усього за Дженоа  | Усього за Дженоа  | Усього за Дженоа  | 50        | 2         |                    | 2                  | 0                  |           |           |           |               |               |               | 52     | 2      |
| 2011–12           | «Лаціо»           | A                 | 26        | 0         | КІ                 | 1                  | 0                  | ЛЄ        | 5         | 0         |               | -             | -             | 32     | 0      |
| 2012–13           | «Лаціо»           | A                 | 25        | 1         | КІ                 | 3                  | 0                  | ЛЄ        | 6         | 0         |               | -             | -             | 34     | 1      |
| 2013–14           | «Лаціо»           | A                 | 21        | 0         | КІ                 | 2                  | 0                  | ЛЄ        | 3         | 0         | СК            | 0             | 0             | 26     | 0      |
| 2014–15           | «Лаціо»           | A                 | 2         | 0         | КІ                 | 3                  | 0                  | -         | -         | -         | -             | -             | -             | 5      | 0      |
| 2015–16           | «Лаціо»           | A                 | 18        | 0         | КІ                 | 2                  | 0                  | ЛЧ+ЛЄ     | 0+9       | 0         | СК            | 0             | 0             | 29     | 0      |
| Усього за Лаціо   | Усього за Лаціо   | Усього за Лаціо   | 92        | 1         |                    | 11                 | 0                  |           | 23        | 0         |               | -             | -             | 126    | 1      |
| 2016–17           | «Аталанта»        | A                 | 10        | 0         | КІ                 | 1                  | 1                  | -         | -         | -         | -             | -             | -             | 11     | 1      |
| Усього за кар'єру | Усього за кар'єру | Усього за кар'єру | 284       | 14        |                    | 27                 | 1                  |           | 37        | 1         |               | 0             | 0             | 348    | 16     |

## Титули і досягнення
- Володар Кубка Іспанії (1):

«Севілья»: 2009–10
- Володар Кубка Італії (1):

«Лаціо»: 2012–13

## Особисте життя
Абдулай Конко народився у сім'ї сенегальця та марокканки у Франції, тому міг би представляти кожну з трьох національних команд. До нього кілька разів зверталися федерації Марокко та Сенегалу, але Конко відхиляв кожну з цих пропозицій, щоб не ображати жодного з батьків.